# State of Florida
Die State of Florida war ein Passagierschiff der britischen Reederei State Line, das als Ozeandampfer auf dem Atlantischen Ozean Passagiere, Fracht und Post zwischen Glasgow und New York beförderte. Am 18. April 1884 kollidierte die State of Florida im Nordatlantik mit der kanadischen Bark Ponema. Beide Schiffe sanken. 118 der 162 Menschen an Bord des Dampfers und 12 der 15 Besatzungsmitglieder der Bark kamen ums Leben. Die Überlebenden wurden nach zwei Tagen von einem norwegischen Segelschiff gerettet.

## Das Schiff
Das Dampfschiff State of Florida lief 1874 in der Werft London & Glasgow Engineering and Iron Shipbuilding Company (meistens London & Glasgow genannt) im Glasgower Stadtteil Govan auf dem Fluss Clyde vom Stapel. Der aus Eisen gebaute Rumpf war 113,3 m lang, verfügte über drei Decks und war durch fünf Schotten in sechs wasserdichte Abteilungen aufgeteilt. Es wurde davon ausgegangen, dass das Schiff schwimmfähig blieb, egal, welche der Abteilungen geflutet würden. Der Dampfer war mit einem Hochdruckzylinder und einer Niederdruckdampfmaschine sowie einem Einzelpropeller ausgestattet, die dem Schiff eine durchschnittliche Geschwindigkeit von 13 Knoten ermöglichten.
Nach seiner Fertigstellung 1875 befuhr der Dampfer zunächst unter dem Namen Queen Margaret für die in Glasgow ansässige Reederei Queen Steamship Company Ltd. (besser bekannt als Queen Line) die Route nach Indien und China. 1880 wurde das Schiff an die State Line verkauft, die es in State of Florida umbenannte und auf der Nordatlantikroute einsetzte. Viele Schiffe der Reederei waren nach Bundesstaaten der Vereinigten Staaten benannt. Die State Line Steamship Company hatte ihren Sitz in Glasgow und betrieb seit 1872 einen regen Passagierverkehr auf dem Nordatlantik. Die Schiffe der Reederei dampften von Glasgow über Larne (Nordirland) nach New York. Die State of Florida galt neben der neuen State of Nebraska (1880) als bestes Schiff der Reederei.

## Untergang
Am Donnerstag, dem 12. April 1884 um 9 Uhr morgens legte die State of Florida in New York unter dem Kommando von Kapitän John William Sadler zu einer weiteren Überfahrt nach Glasgow ab. An Bord waren 85 Passagiere und 77 Besatzungsmitglieder. Kapitän Sadler war von Anfang an bei der State Line und hatte bereits acht Jahre lang die 1874 in Dienst gestellte State of Indiana kommandiert. Zur Ladung gehörten unter anderem 7.483 Säcke Mehl, 27.634 Scheffel Mais, 996.522 Scheffel Weizen, 202 Kisten Speck, 37 Fässer Rindfleisch und Speck, 50 Fässer Schmalz, 97 Fässer Öl, 2.450 Fässer Zucker, 250 Kisten Schuhnägel, 30 Fässer Äpfel, 27 Oxhoft Tabak, 117 Packen Butter, 27 Walnussbaumstämme, 401 Pakete Gummi und 30 Säcke Kleesamen.
Am Mittwochabend, dem 18. April 1884 wurden die Lichter der State of Florida mitten auf dem Nordatlantik etwa 1200 Meilen westlich von Irland von dem kanadischen Segelschiff Ponema backbord voraus gesichtet. Die Ponema war eine hölzerne Bark, die mit ihren 749 BRT wesentlich kleiner als der Passagierdampfer war. Sie war mit ihrer Fracht und 15 Besatzungsmitgliedern auf dem Weg von Liverpool nach Miramichi an der Küste von New Brunswick. Bei mäßigem Wind und glatter See war der Himmel klar, aber dunkel. An Bord der Ponema sah es so aus, als würde die State of Florida sie ohne Gefahr passieren. Auch an Bord des Dampfers hatte man den Segler bemerkt. Das Ruder wurde hart nach Steuerbord gelegt und die Maschinen wurden auf „volle Kraft zurück“ gestellt, doch kurz danach rammte die Ponema die Steuerbordseite der State of Florida.
Als sich die beiden Schiffe nach der Kollision wieder voneinander lösten, begann die hölzerne Ponema fast sofort zu sinken. Als einzigen gelang es dem Kapitän und drei Seeleuten, sich in eines der Boote zu retten. Nachdem sie zwei Tage hilflos auf dem Meer getrieben waren, wurden sie von der norwegischen Bark Theresa aufgenommen. Einer der Matrosen war am Vortag an Erschöpfung gestorben, so dass insgesamt nur drei von den 15 Besatzungsmitgliedern der Ponema das Unglück überlebten.
An Bord der State of Florida herrschten Panik und Chaos. Passagiere und Besatzungsmitglieder stürzten in Nachthemden und Pyjamas zum Bootsdeck, wo die Rettungsboote zum Herablassen vorbereitet wurden. Viele waren hysterisch und konnten die Situation nicht einschätzen. Das Schiff machte während des Untergangs immer noch schnelle Fahrt. Wegen der Vorwärtsbewegung der State of Florida trauten sich viele Menschen nicht in die Rettungsboote. Der austretende Dampf übertönte zudem die Kommandos der Offiziere. Nur drei der vorhandenen Rettungsboote konnten schließlich zu Wasser gelassen werden. Boot Nr. 2, das etwa 30 Menschen an Bord hatte, kenterte und warf seine Insassen in die See. Die State of Florida sank in weniger als einer halben Stunde. 118 der 162 Menschen an Bord (43 Besatzungsmitglieder und 75 Passagiere) kamen bei dem Unglück ums Leben. Die Überlebenden wurden ebenfalls zwei Tage später von der Theresa gerettet. 24 von ihnen wurden der Bark Louisa und dann dem Dampfer Titania übergeben, welcher sie nach Québec brachte. Die aus Glasgow stammende Stewardess Jane Macfarlane war die einzige weibliche Überlebende der State of Florida. Zunächst war an Land nicht klar, was mit dem Schiff passiert war. Die City of Rome der Anchor Line kommunizierte am 23. April mit einem Segelschiff, das ihr zu verstehen gab, dass sie Überlebende eines gesunkenen Schiffs an Bord hatte. Die Nachricht brach jedoch ab, bevor aufgenommen werden konnte, um welches Schiff es sich handelte. Der Dampfer Devon, auf dem Weg von New York nach Bristol, fand am 27. April, neun Tage nach dem Untergang, zwei leere Rettungsboote der State of Florida. Zu den ersten Vermutungen bezüglich des Schicksals der State of Florida zählten die Kollision mit einem Eisberg und die Explosion von Dynamit an Bord des Schiffs.

## Untersuchung
Der Board of Trade setzte eine Untersuchung des Unglücks unter dem Vorsitz des Anwalts und Commissioner of Wrecks Henry Cadogan Rothery an, die in Glasgow abgehalten wurde und bei der 13 Zeugen vernommen wurden. Dem Ersten Offizier der State of Florida, James Thomson, wurde die Lizenz zur Führung eines Schiffs für sechs Monate entzogen. Er hatte zum Zeitpunkt der Kollision das Kommando über den Dampfer gehabt. Ihm wurde vorgeworfen, durch Nachlässigkeit und mangelnden Ausguck den Zusammenstoß herbeigeführt zu haben.